# 잠재의식
잠재의식(潛在意識, 영어: subconscious)은 인간의 무의식과 의식 사이, 중간 과정의 정신 영역을 말한다. 어떤 경험을 한 뒤, 그 경험과 관련된 사물ㆍ사건ㆍ사람ㆍ동기 따위와 같은 것을 일시적으로 의식하지 못하고 있으나 그것이 필요하면 다시 의식할 수 있는 상태를 이른다.

## 관련 언급
사이코사이버네틱스에서는 인간의 잠재의식이 농담과 진담을 구별하지 못하며 상상적 결과와 실제 결과를 구별하지 못하기 때문에, 한 주장을 계속 주입하면 실제로 그렇게 알고 행동한다고 주장한다. 예를 들어 "나는 멋지다."라고 하면 정말 멋지게 되고, "나는 못생겼다."라고 하면 정말 못생겼다고 행동, 반응하게 된다고 한다. 사원들이나 국민들에게 "우리는 할 수 있다."라고 자주 외치게 하면, 정말 할 수 있게 된다고 주장한다.

## 같이 보기
- 신경언어 프로그래밍(NLP) - 잠재의식 트레이닝 기법중 하나
- 유체이탈
- 아스트랄 프로젝션(영어판)
- 가위눌림
- 꿈일기
- 전-자각 몽
- 꿈 논쟁(영어판)
- 데카르트의 악마(en:Evil demon, Descartes' demon)
- 나비의 꿈(호접지몽)
  - 장자 (책)
- 매트릭스 (시리즈)